# Antonow An-72
Die Antonow An-72 (NATO-Codename: Coaler) ist ein sowjetisches-STOL-Transportflugzeug für Kurz- und Mittelstrecken. Sie ist speziell für den Einsatz in arktischen Regionen konzipiert worden. Hierfür sind ihre beiden Turbofan-Triebwerke vor und über den Tragflächen angeordnet und führen den Luftstrom über die Tragflächen, um so den Auftrieb zu erhöhen (Coandă-Effekt). Außerdem wird so weniger Schnee eingesogen.

## Entwicklung und Konstruktion
Die Maschine ist als Schulterdecker ausgelegt. Sie verfügt über ein einziehbares Bugradfahrwerk. Das Hauptfahrwerk befindet sich in Ausbuchtungen am Rumpf und ist damit kurz und robust. Es ermöglicht so den Einsatz auch von unbefestigten Pisten und Eisflächen aus.
Die Maschine hat ein hochgelegtes T-Leitwerk, sodass im hinteren Rumpfbereich eine Laderampe montiert werden konnte. Die hochgelegten Triebwerke helfen, die Start- und Landestrecken auf unter 500 m zu verkürzen (STOL: Short Take Off and Landing). Diese Anordnung wurde auch bei der Antonow An-32 verwendet, die aber über hochgesetzte Turboprop-Triebwerke verfügt. Der Erstflug fand am 31. August 1977 statt. Der erste Einsatz von insgesamt acht Vorserienmustern (davon zwei Antonow An-74) begann jedoch erst im Dezember 1985. Die Produktion wurde im Werk Nr. 135 in Charkow durchgeführt. Die sowjetische Luftwaffe übernahm die ersten Maschinen 1987.
Seit Produktionsbeginn sind 102 Einheiten gefertigt worden, welche sich im weltweiten Einsatz befinden.

## Versionen
Von der An-72 sind diverse Varianten erprobt, doch nur wenige gebaut worden. Die An-72R galt auch als Erprobungsträger für das ebenfalls nicht ausgeführte Antonow An-88-Programm. Die Antonow An-74 und Antonow An-71 sind weitere Varianten der An-72.
An-72 „Coaler-A“
Zu Testzwecken wurden zehn flugfähige Maschinen sowie ein Rumpf für statische Tests gebaut. Davon waren zwei Prototypen und sechs Vorserienmaschinen der An-72 sowie zwei der Ausführung An-74.
An-72A „Coaler-C“
Diese erste Serienvariante des STOL-Transporters wies im Vergleich zu den Vorserienmaschinen einen leicht verlängerten Rumpf sowie verbreiterte Tragflächen auf.
An-72AT „Coaler-C'“
Diese speziell auf die Frachtbeförderung zugeschnittene Variante ist so konzipiert, dass sie die Standard-Frachtcontainer befördern kann.
An-72S „Coaler-C“
Diese Salon-Variante, daher „S“, ist die VIP-Variante der An-72. Direkt hinter dem Cockpit sind eine Bordküche und ein Ruheraum für die Besatzung eingerichtet. In der abgetrennten Hauptkabine finden 24 Passagiere in luxuriösen Armlehnensesseln Platz. Bei Bedarf kann der Rumpf zum Transport von 38 Passagieren mit Economy-Class-Bestuhlung, Rollenboden für Fracht oder mit acht Tragen als Ambulanzflugzeug umgerüstet werden.
An-72P „Coaler“
Mit dieser Variante kann in kurzer Zeit aus dem Kampfzonentransporter ein Hilfsbomber oder bewaffnetes Seeraumüberwachungsflugzeug werden. Neben den Aufhängestationen und dem Bombenkran sind auch Sensoren und Kameras zur Zielsuche eingebaut. Die Verwendung von lasergelenkten Griffin-Bomben, Torpedos und Tiefenbomben gegen U-Boote ist möglich. Hierfür hat Antonow zusammen mit IAI die Variante mit der notwendigen Elektronik ausgerüstet. Bei Bedarf kann auch diese Variante wieder in einen Kampfzonentransporter für 22 Fallschirmjäger umgebaut werden. Bisher ist lediglich ein Prototyp vorhanden.
An-72R „Coaler“
Diese nie in Serie gebaute Aufklärervariante war zusätzlich mit einem Seitensichtradar ausgerüstet.

## Militärische Nutzer
Angola (Angolanische Luftstreitkräfte)
eine unbekannte Anzahl An-72
 Ägypten (Ägyptische Luftstreitkräfte)
9 × An-74T-200A sowie vier weitere bestellt
 Georgien (Georgische Luftstreitkräfte)
eine unbekannte Anzahl An-72
 Iran (Iranische Luftwaffe)
4 × An-74TK-200
7 × An-74T-200
 Libyen (Libysche Luftstreitkräfte)
eine unbekannte Anzahl An-74
 Moldau (Moldauische Luftstreitkräfte)
2 × An-72
 Peru (Peruanische Luftstreitkräfte)
2 × An-72
 Russland (Russische Luftstreitkräfte)
40 × An-72 im Jahr 2017
 Ukraine (Ukrainische Luftstreitkräfte)
26 × An-72 / 74

## Zwischenfälle
- Am 21. April 2002 wurde eine An-72 der estnischen Fluggesellschaft Enimex (Luftfahrzeugkennzeichen ES-NOP) bei einer sehr harten Landung auf dem Flughafen Wamena in der indonesischen Provinz Papua beschädigt, woraufhin aufgrund von Hydraulikleckagen ein kleineres Feuer ausbrach. Das einzige Fahrzeug der Flughafenfeuerwehr konnte nicht angelassen werden, da die Batterie leer war. Daraufhin rannten einige Feuerwehrleute mit Handfeuerlöschern zum Flugzeug. Nach 20 Minuten war die Batterie des Löschfahrzeugs soweit aufgeladen, dass der Motor gestartet werden und man zum brennenden Flugzeug fahren konnte. Die Maschine – im Auftrag von Trigana Air Service unterwegs – war jedoch irreparabel beschädigt. Die einzigen Insassen, vier Besatzungsmitglieder, blieben unverletzt.[4]

- Am 25. Dezember 2012 stürzte eine An-72 der kasachischen Luftwaffe unweit von Schymkent, Kasachstan ab. 27 Personen starben dabei, darunter der Oberkommandierende der kasachischen Grenztruppen, Oberst Turganbek Stambekov (siehe auch Flugunfall einer Antonow An-72 in Kasachstan 2012).[5]

- Am 10. Oktober 2019 verschwand eine von der kongolesischen Luftwaffe betriebene Antonow An-72 mit dem längst ungültigen armenischen Luftfahrzeugkennzeichen EK-72903. An Bord befanden sich 8 Personen, darunter drei Besatzungsmitglieder aus Russland. Die Maschine befand sich auf einem Flug vom Flughafen Goma zum Flughafen Kinshasda-Ndjili.[6][7][8]

- Am 12. Dezember 2024 explodierte nach nicht nachprüfbaren Berichten bei einer Maschine der Russischen Seefliegerkräfte auf dem Flughafen Moskau-Ostafjewo ein Triebwerk, wodurch das Flugzeug zerstört wurde. Der Grund der Explosion ist unbekannt, Menschen kamen nicht zu Schaden.[9]

## Technische Daten

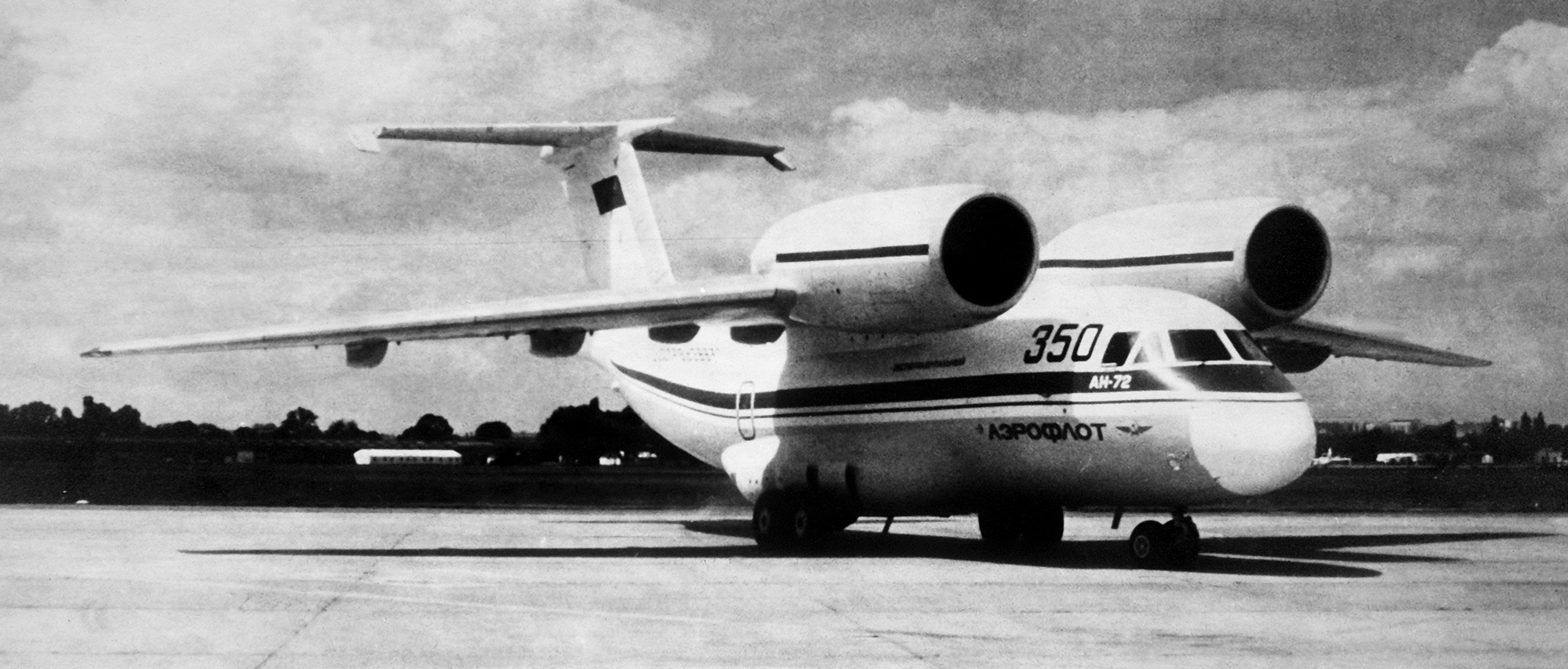
Antonow An-72 der Aeroflot

Dreiseitenriss der An-72

| Kenngröße             | Daten                             |
| --------------------- | --------------------------------- |
| Besatzung             | 3–5                               |
| Passagiere            | max. 68                           |
| Länge                 | 28,07 m                           |
| Spannweite            | 31,89 m                           |
| Höhe                  | 9,20 m                            |
| Nutzlast              | 7500 kg                           |
| Reisegeschwindigkeit  | 550–600 km/h                      |
| Höchstgeschwindigkeit | 705 km/h                          |
| Dienstgipfelhöhe      | 11.800 m                          |
| Reichweite            | 1000–3200 km                      |
| Triebwerke            | 2 × ZMKB Progress D36, je 63,7 kN |

## Bewaffnung
Bei Bedarf können in der Heckladerampe ein Bombenlift und drei Aufhängestationen unter den Tragflächen sowie am Rumpf befestigt werden.
Bewaffnung bis zu 2.500 kg an drei Aufhängestationen und einem Bombenlift
Ungelenkte Luft-Boden-Raketen
- 2 × UB-32A-57-Raketen-Rohrstartbehälter für 32 ungelenkte Luft-Boden-Raketen S-5 im Kaliber 57 mm

Ungelenkte Freifallbomben
- 4 × FAB-100 (100-kg-Freifallbombe)

Externe Behälter
- 2 × Maschinenkanonen-Behälter UPK-23-250 mit je einer doppelläufigen 23-mm-Maschinenkanone Gsch-23 sowie 250 Schuss Munition (Splitter-Spreng- und Panzer-Brand-Geschosse)